# Les Roches-de-Condrieu
Les Roches-de-Condrieu is een gemeente in het Franse departement Isère (regio Auvergne-Rhône-Alpes). De plaats maakt deel uit van het arrondissement Vienne. Les Roches-de-Condrieu telde op 1 januari 2022 2.031 inwoners. 

## Geografie
De oppervlakte van Les Roches-de-Condrieu bedroeg op 1 januari 2022 1,03 vierkante kilometer; de bevolkingsdichtheid was toen 1.971,8 inwoners per km².

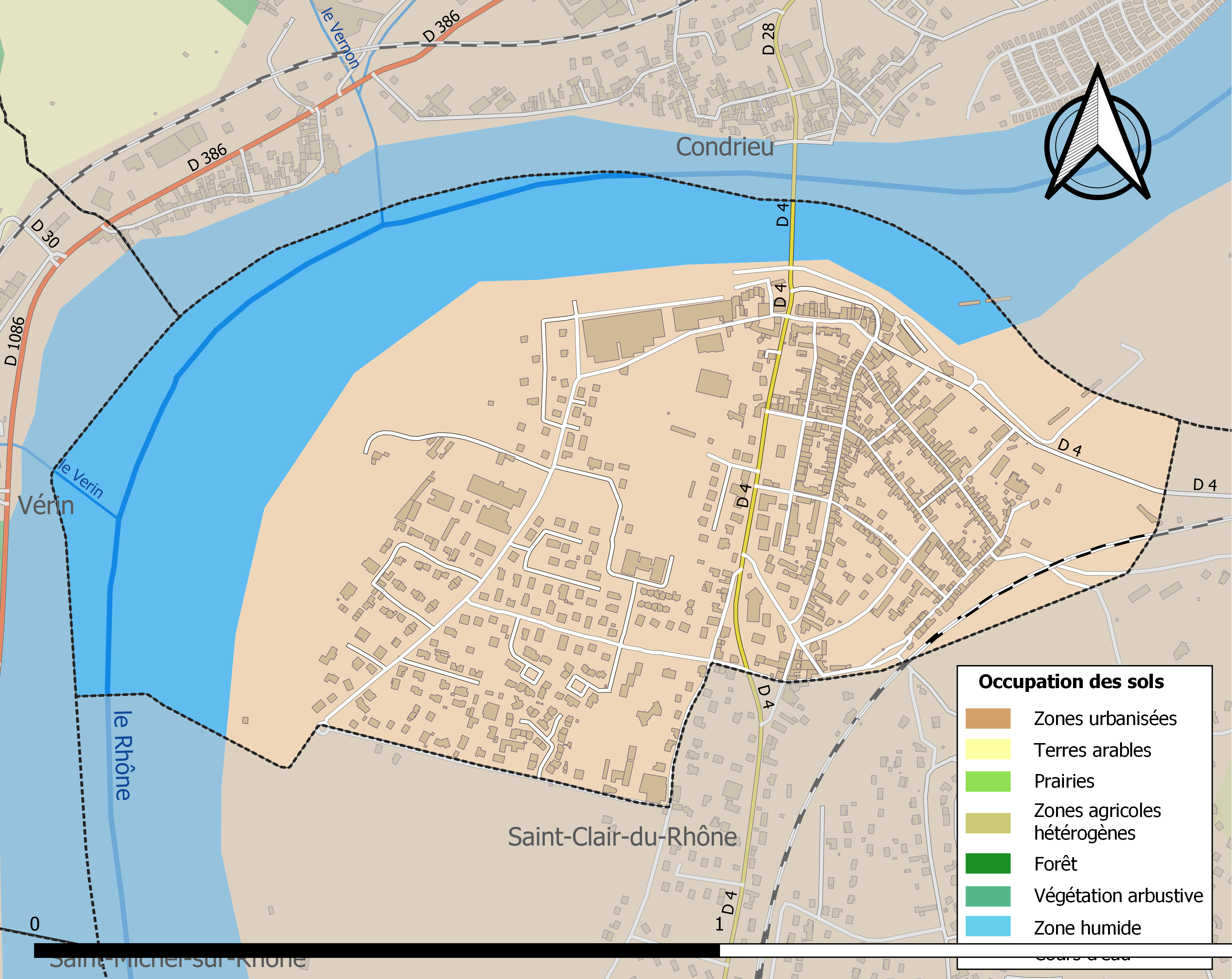
Kaart van de gemeente met de belangrijkste infrastructuur, bodemgebruik en omliggende gemeenten

## Demografie
Onderstaande figuur toont het verloop van het inwonertal (bron: INSEE-tellingen).